# Viktor Motchoulski
Pour les articles homonymes, voir Motchoulski.
 (novembre 2019).
Si vous disposez d'ouvrages ou d'articles de référence ou si vous connaissez des sites web de qualité traitant du thème abordé ici, merci de compléter l'article en donnant les références utiles à sa vérifiabilité et en les liant à la section « Notes et références ».
Viktor Ivanovitch Motchoulski (en russe : Виктор Иванович Мочульский) est un entomologiste russe, né le 11 avril 1810 à Saint-Pétersbourg et mort le 5 juin 1871 à Simféropol. Son abréviation en zoologie est Motschulsky, selon l'orthographe allemande.

## Biographie
Colonel dans l’armée impériale de Russie, il fait de très nombreux voyages, souvent dans des conditions très difficiles, qui lui permettent d’étudier et de décrire de nombreuses espèces de coléoptères de Sibérie, d’Alaska, des États-Unis, d’Europe et d’Asie. S’il délaisse les travaux antérieurs, ce qui rend ses classifications de bien mauvaise qualité, ses voyages dans des régions souvent encore inexplorées par les entomologistes, lui permettent de décrire de nombreux nouveaux genres et de nombreuses nouvelles espèces qui restent aujourd’hui encore largement valides. Il demeure qu’il fait l’objet de sévères critiques de la part des spécialistes de son temps sur le manque de soin qu’il apporte à ses publications. Son œuvre est néanmoins une étape essentielle de la coléoptérologie mondiale. C'est l'un des cofondateurs de la Société entomologique de Russie en 1859.
Motchoulski fait paraître 45 publications, la plupart concernant la biogéographie, la faunistique ou la taxinomie. Nombreuses d’entre elles ont été rendues possibles grâce à l’utilisation des collections rapportées par d’autres, notamment des Russes qui étaient partis en Sibérie comme Leopold Ivanovitch von Schrenck (1826-1894), Ilia Gavrilovitch Voznessenski (1816-1871), Hugo Theodor Christoph (1831-1894) et bien d’autres. La plupart concernent les coléoptères mais certaines portent sur les lépidoptères et les hémiptères. Il s'oppose à l'entomologiste français Édouard Ménétries, conservateur au musée zoologique de la Kunstkamera de Saint-Pétersbourg.
Sa collection est conservée en partie à l’université de Moscou, au musée zoologique de Saint-Pétersbourg, au musée d'histoire naturelle de Berlin et à l’Institut entomologique allemand.

## Les voyages de Motchoulski
- 1836 - France, Suisse et les Alpes, nord de l’Italie et Autriche ; il rapporte 4 000 spécimens.
- 1839-1840 - Caucase russe, Astrakhan, Kazan et Sibérie.
- 1847 - Kirghizistan.
- 1850-1851 - Allemagne, Autriche, Égypte, Inde, France, Grande-Bretagne, Belgique et Dalmatie.
- 1853 - États-Unis ainsi que Panama, retour vers Saint-Pétersbourg via Hambourg, Kiel et Copenhague.
- 1855 - Allemagne, Suisse, Autriche et Pologne.

## Œuvres
- Insectes de la Sibérie rapportés d'un voyage fait en 1839 et 1840. Mémoires de l'Académie Impériale des Sciences de St.-Pétersbourg, 13: 1-274. (1845)
- Die Kaefer Russlands. I. Insecta Carabica. Moscou : Gautier, vii + 91 pp. + 9 tableaux. (1850).
- Coléoptères nouveaux de la Californie. Bulletin de la Société Impériale des Naturalistes de Moscou, 32 : 122-185 (1859).
- Études entomologiques. 10 volumes (1852-61).
- Catalogue des insectes rapportés des environs du fleuve Amour, depuis la Schilka jusqu’à Nikolaevsk. Bulletin de la Société Impériale des Naturalistes de Moscou 32 : 487-507 (1859)
- Coléoptères rapportés de la Songarie par M. Semenov et décrits par V. de Motchoulski. Bulletin de l’Académie Impériale des Sciences de Saint-Pétersbourg 1 (5) : 301-304 (1859).
- Insectes des Indes Orientales, et de contrées analogues. Études entomologiques 8(1859) : 25-118  (1860).
- Coléoptères rapportés en 1859 par M. Sévertsef des steppes méridionales des Kirghises et énumérés. Bulletin de l’Académie Impériale des Sciences de Saint-Pétersbourg 2 : 513-544, 2 planches (1860)..
- Coléoptères rapportés en 1859 par M. Severtsef des Steppes méridionales des Kirghises. Mélanges biologiques, 3 (1857-1861) : 408-452 (1860).
- Coléoptères rapportés de la Songarie par M. Semenov et décrits par V. de Motchoulski. Mélanges Biologiques 3 : 290-309 (1860)
- V. I. de Motschulsky Coléoptères de la Sibérie orientale et en particulier des rives de l'Amour. in  Reisen und Forschungen im Amurlande de Schrenk, 2 : 77-257, 6 planches couleur, Saint-Pétersbourg (1861).
- Essai d'un catalogue des insectes de l'île Ceylan. Bulletin de la Société impériale des naturalistes de Moscou 34 (1) : 95-155 (1861).
- Catalogue des insectes reçus du Japon. Bulletin de la Société impériale des naturalistes de Moscou 39 (1) : 163-200  (1866).